# Novoselivka (Rozdilna), Rozdilna
Novoselivka (în ucraineană Новоселівка) este un sat în comuna Rozdilna din raionul Rozdilna, regiunea Odesa, Ucraina.

## Demografie
Componența lingvistică a localității Novoselivka
     Ucraineană (91,19%)
     Română (5,73%)
     Rusă (1,76%)
     Alte limbi (0,88%)
Conform recensământului din 2001, majoritatea populației localității Novoselivka era vorbitoare de ucraineană (91,19%), existând în minoritate și vorbitori de română (5,73%) și rusă (1,76%).